# 蘭縣
蘭縣是中国古县名。
蘭州市歷史上的一個行政區，明洪武初降蘭州置，屬陝西臨洮府，治所即今甘肅省蘭州市。成化十三年九月庚辰(1477年10月22日)議復升為蘭州，成化十四年四月癸卯（1478年5月13日）正式升為蘭州。